# Березоворудський технікум Полтавської державної аграрної академії
Березоворудський коледж Полтавської державної аграрної академії — державний вищий навчальний заклад I-II рівня акредитації аграрного спрямування, відокремлений технікум Полтавської державної аграрної академії.

## Історія
У 1929 році рішенням Харківського наркомзему у с. Березова Рудка на Полтавщині була утворена зоошкола, яку у 1930 році було реорганізовано в Березоворудський зоотехнічний технікум ім. Петровського. Технікум розташувався у колишньому маєтку Закревських. 
У 1945 році в технікумі відкрито відділення агрономії. 
У 1954—1958 роках навчальний заклад за виробничими показниками став лідером серед сільсько-господарських технікумів Української РСР. 
У 1961 року при технікумі було створено заочне відділення з підготовки зоотехніків і агрономів, а 1968 році було відкрите відділення механізації з підготовці техніків–механіків. 
7 березня 1973 року Постановою Ради Міністрів УРСР з технікуму та Березоворудського колгоспу ім. Куйбишева було створено Березоворудський радгосп–технікум.
У 1974 році в навчальному закладі було створено відділення захисту рослин шляхом переведення 8 груп (240 учнів) з Красногорівського сільсько-господарського технікуму, а 1978 року до нього приєднали Писарівщанський сільсько-господарський технікум з відділенням зоотехнії.
У 1989 році Березоворудський радгосп–технікум посів 3-є місце серед споріднених навчальних закладів республіки і був нагороджений Почесною грамотою Укруч-госпоб'єднання.
25 травня 1998 року Наказом Міністерства агропромислового комплексу відБерезоворудський радгосп–технікум було перейменовано у Березоворудський державний аграрний технікум. 
У 2001 році перед головним будинком садиби Закревських було відкрито пам'ятник українському поетові Тарасові Шевченку, який бував у маєтку.
Згідно з наказом Міністерства аграрної політики України № 661 від 30 листопада 2005 року на базі структурного виробничого підрозділу навчального закладу було створено державне підприємство «Березівське».
Згідно з наказом від 7 листопада 2006 року Березоворудський технікум був приєднаний до Полтавської державної аграрної академії, як відокремлений структурний підрозділ. 
Нині технікум у Березовій Рудці є базовим в Україні з розробки державних стандартів з підготовки молодших спеціалістів напряму «Агрономія». 
За підсумками Всеукраїнського конкурсу з функціонування колекційно–дослідних полів серед навчальних закладів І-ІІ рівня акредитації агрономічних спеціальностей технікум посів І місце. Навчально–виробнича ферма технікуму посіла 2-е місце у Всеукраїнському конкурсі серед навчальних закладів І-ІІ рівня акредитації спеціальності «Технологія виробництва і переробки продукції тваринництва».

## Інфраструктура
Матеріальна база Березоворудського технікуму Полтавської державної аграрної академії складається з обладнаних 19 навчальних кабінетів і 32 лабораторії, майстерні, автотрактородрому, навчальної теплици, колекційно–дослідного поля, навчально–виробничої ферми. 
Для студентів функціонує гуртожиток, спортивний зал, спортивні майданчики, 2 стадіони, зимовий плавальний басейн, іподром, їдальня, студентське кафе, актова зала, читальна зала, бібліотека з фондом 97 тисяч примірників літератури, а також доступ до Інтернету.
При технікумі працює Березоворудський народний історико-краєзнавчий музей.

## Випускники
У період 1929—2007 років Березоворудський технікум Полтавської державної аграрної академії випустив 11 338 спеціалістів, загалом за 80 років існування (до 2010 року) близько 15 тисяч осіб. Понад 20 випускників вишу були нагороджені орденами і медалями.
Відомі випускники:
- Сербин Федір Петрович — Герой Радянського Союзу
- Животков Л. О. доктор с/г наук, професор, лауреат Державної премії України в галузі науки і техніки, академік МАНІПТ
- В. Ф. Сайко — директор наукового центру «Інститут землеробства», академік Академії наук
- Вернигора Г. Я. — заслужений працівник сільського господарства
- Вельбой Г. Я.  — заслужений працівник сільського господарства
- Дяченко С. В.  — Герой Росії.